# Кавказький театр воєнних дій Першої світової війни
Кавказький театр воєнних дій Першої світової війни  — збройний конфлікт між Османською, яка підтримувала Німеччину на Кавказі і Російською імперіями, а пізніше з Азербайджаном, Вірменією, Диктатурою Центрокаспія і Великою Британією в рамках Близькосхідного театру воєнних дій або ж як частина Кавказької кампанії під час Першої світової війни. Бойові дії відбувались від Кавказу до Сходу Малої Азії, по лінії Трабзон, Бітліс, Муш і Ван. Сухопутні бойові дії підтримувались російським чорноморським флотом. Також в історії ця війна має назву Кавказького фронту.
23 лютого 1917, просування російських було припинено після російської революції, а потім деморалізована Російська Кавказька армія була замінена військами новоствореної вірменської держави, що складалися з попередніх вірменські загонів добровольців і вірменських іррегулярних формувань. У 1918 році у край були введені війська Диктатури Центрокаспію, Республіки Гірська Вірменія і британські війська Данстерфорс — елітні війська зняті з Месопотамського і Західного фронтів. Німецька імперія відрядила також в Батумі Німецьку Кавказьку експедицію, головна мета якої полягала в забезпеченні поставок нафти.
3 березня 1918 військові дії припиняються між Османською імперією і Росією через підписання Брест-Литовського миру і 4 червня 1918 року Османська імперія підписала з Вірменією Батумську угоду. Тим не менш, збройні дії тривали між Османською імперією і Диктатурою Центральнокаспію, Республікою Гірська Вірменія і Данстерфорс британської імперії до підписання Мудросського перемир'я 30 жовтня 1918 року.

## Передумови конфлікту
Основна мета для Османської імперії було відновлення своєї території на Вірменському нагір'ї. Цей терен відійшов до Росії після російсько-турецької війни, 1877-78. Стратегічні цілі у Кавказькій кампанії Османських військ було повернути Артвін, Ардаган, Карс і порт Батумі. Успіх у цьому регіоні відволікав російські війська на цьому фронті від польських і галицьких напрямків Німецька стратегічна мета — відрізати доступ Росії до вуглеводневих ресурсів Каспійського моря
Росія розглядала Кавказький фронт як другорядний по відношенню до Східного фронту. Східний фронт відволікав найбільше російських військ і ресурсів. Російська імперія отримала фортецю Карс від османів як результат Російсько-турецької війни у 1877 році і переймались Кавказькою кампанією, спрямованою на відвоювання Карсу і порту Батумі. Царський уряд мав бажання виселити мусульманських жителів Північної Анатолії та Константинополя, замінивши їх поселенцями-козаками. У березні 1915 року міністр закордонних справ Російської імперії Сергій Сазонов повідомив британському послу Б'юкенену та французькому послу Морісу Палеологу, що для міцного післявоєнного врегулювання необхідно зробити російськими володіннями «місто Константинополь, західний берег Босфору, Мармурового моря і Дарданелл, а також південну Фракію до лінії Енос-Мідія» і «частину азійського узбережжя між Босфором, річкою Сакар'я і областями, які будуть визначені на березі затоки Ізміт».
Вірменський національно-визвольний рух прагнув встановити Першу Вірменську Республіку. Вірменська Революційна Федерація досягла цієї мети зі створенням міжнародно визнаної Демократичної Республіки Вірменія у травні 1918. Ще раніше у 1915 року, Адміністрація Західної Вірменії, а потім Республіка Гірської Вірменії були створені вірменами, в той час як диктатура Центрокаспію була створена за участю вірмен. Жодне з цих державних утворень не було довготривалими.
Британці співпрацювали з російським революційним військам, щоб запобігти цілям Енвер-паші знищити незалежні Закавказькі уряди. Англо-перська нафтова компанія була на шляху османських амбіцій, якій належало виняткове право на розробку нафтових родовищ по всьому Перської імперії, за винятком провінцій Азербайджан, Гілан, Мазендаран, Асдрабад і Хорасан. У 1914 році, перед війною, британський уряд уклав контракт з компанією на поставку мазуту для ВМФ.

## Сили
Османи мали одну армію, що базувалась в регіоні — 3-ю армію. У 1916 році османи послали підкріплення і сформували 2-у армію. Рівень підготовки і оснащення Османської армії були незначними у порівнянні із союзниками. На початку конфлікту, Османська об'єднані сили оцінюються від 100000 до 190000 чоловік. Багато з них були погано озброєнні.
До війни Росія мала Російську Кавказьку армію чисельністю 100 000 чоловік під номінальним командуванням генерал-губернатора Кавказу Іларіон Воронцов-Дашков. Реальним командувачем був його начальник штабу генерал Микола Юденич. На початку Кавказької кампанії, росіяни змушені були перевести майже половину своїх сил до Пруссії через поразку в Танненберзькій битві і Мазурській битві, залишаючи у Закавказзі тільки 60000 вояків. Після революції 1917 Російська Кавказька армія дезертувала з лінії фронту, на цей час на Кавказі, було 110,000-120,000 солдат вірменської національності. Ця цифра наблизилася до 150 000 вояків-вірмен на Близькосхідному театрі воєнних дій.
З початком Першої світової війни в Закавказзі розгорнувся вірменський добровольчий рух. Вірмени пов'язували з цією війною певні надії, розраховуючи на звільнення за допомогою російської зброї Західної Вірменії. Тому вірменські суспільно-політичні сили і національні партії оголосили цю війну справедливою і заявили про безумовну підтримку Антанти. Керівництво Османської імперії, зі свого боку, намагалося залучити західних вірмен на свою сторону і пропонувало їм створити добровольчі загони у складі османської армії і схилити східних вірмен до спільного виступу проти Росії. Цим планам, проте, не судилося здійснитися.
Створенням вірменських дружин (добровольчих загонів) займалося Вірменське національне бюро в Тифлісі. Загальне число вірменських добровольців склало до 25 тис. чоловік під командуванням відомих керівників вірменського національного руху на території Західної Вірменії. Перші чотири добровольчих загони влилися до лав діючої армії на різних ділянках Кавказького фронту вже в листопаді 1914 р. Вірменські добровольці відзначилися в боях за Ван, Дильман, Бітліс, Муш, Ерзерум та інші міста Західної Вірменії. В кінці 1915 — початку 1916 рр.. вірменські добровольчі загони були розформовані, і на їх основі в складі російських частин були створені стрілецькі батальйони, які брали участь у бойових діях до кінця війни.

## Операції

### 1914
У листопаді 1914 російська армія, перейшовши османський кордон, під час Кеприкейської операції, розгорнула наступ у смузі до 350 км у напрямку Кеприкея, Алашкерт, Догубаязит але, зазнавши опір супротивника, була змушена перейти до оборони.
У той же час османські війська вдерлися на російську територію. 5 (18) листопада 1914 року російські війська залишили м. Артвін і відступили в бік Батумі. При підтримці аджарців, що повстали проти російської влади, під контроль османських військ перейшла вся Батумської області, за винятком Михайлівської фортеці (кріпосного району) та Верхньо-Аджарського ділянки Батумського округу, а також місто Ардаган Карської області (під час Ардаганської битви — 15 грудня 1914) і значну частину Ардаганского округу. На окупованих територіях османи, за сприяння аджарців, здійснювали масові вбивства вірменського і грецького населення.
У грудні 1914 — січні 1915 в ході Сарикамиської операції російська Кавказька армія зупинила наступ 3-ї османської армії під командуванням Енвер-паші на Карс, а потім і вщент розгромила їх.

### 1915
З січня у зв'язку з відстороненням А. З. Мишлаєвського командування бере на себе М. М. Юденич.
У лютому — квітні 1915 російська і османська армії приводили себе в порядок. Бої мали локальний характер. До кінця березня російська армія очистила від османів південну Аджарію і всю Батумську область.
Російська армія мала завдання витіснити османів з району Батума і вести наступ в Персії. Османська армія, виконуючи план німецько-османського командування з розгортання «джихаду» (священної війни мусульман проти невірних), прагнули залучити Персію і Афганістан у відкритий виступ проти Російської імперії і Великої Британії і наступом на Ериванський напрямок добитися відторгнення від Росії бакинського нафтоносного району.
В кінці квітня в Персію вдерлися кінні загони османської армії.
У Османській імперії розгорнулася антівірменська пропаганда. Західних вірмен звинувачували в масовому дезертирстві з османської армії, в організації саботажу і повстань в тилу османських військ. Близько 60 тис. вірмен, призваних у османську армію на початку війни, були згодом роззброєні, спрямовані на роботи в тилу, а потім знищені. З квітня 1915 року почалася масова загибель мирного вірменського населення. Під впливом антиосманської пропаганди вірменської інтелігенції в ряді місць вірменське населення чинило османам організований збройний опір. Зокрема, на придушення повстання в місті Ван була спрямована османська дивізія, блокувати місто.
Щоб допомогти повсталим, 4-й Кавказький армійський корпус російської армії перейшов у наступ. Османи відступили, російською армією були захоплені важливі населені пункти. Російські війська очистили від османів велику територію, просунувшись на 100 км. Бойові дії в цьому районі увійшли в історію під ім'ям Ванської битви. Прихід російських військ врятував від неминучої загибелі тисячі вірмен, які після тимчасового відходу російських військ перебралися в Східну Вірменію.
У липні російські війська відбили наступ османських військ в районі озера Ван.
В ході Алашкертської операції (липень-серпень 1915 р.) російські війська завдали поразки противнику, зірвали запланований османським командуванням наступ на Карському напрямку і полегшили дії британських військ в Месопотамії.
У другій половині року бойові дії поширилися на територію Персії.
У жовтні-грудні 1915 року командувач Кавказької армією генерал Юденич здійснив успішну Хамаданську операцію, яка запобігла вступу Персії у війну на боці Німеччини. 30 жовтня російські війська висадилися в порту Ензелі (Персія), до кінця грудня розгромили проосманські збройні загони і взяли під контроль територію Північної Персії, забезпечивши лівий фланг Кавказької армії.

### 1916
Османське командування не мало чіткого плану війни на 1916 рік, Енвер-паша навіть пропонував німецькому командуванню перекинути османські війська, які звільнилися після Дарданельської операції, на Ізонцо або в Галичину. Дії російської армії вилилися в дві провідні операції: Ерзерумську, Трапезундську, і далі просування на захід, вглиб Османської імперії.
У грудні 1915 — лютому 1916 рр. російська армія здійснила успішну Ерзерумську наступальну операцію, в результаті якої 20 січня (2 лютого) російські війська підійшли до Ерзеруму. Штурм фортеці розпочався 29 січня (11 лютого). 3 (16) лютого Ерзерум був узятий, османська армія відступила, втративши до 70 % особового складу і майже всю артилерію. Переслідування відступаючих османських військ тривало, поки лінія фронту не стабілізувалася в 70-100 км на захід від Ерзерума.
Дії російських військ на інших напрямках також були успішними: російські війська підійшли до Трабзона (Трапезунд) — найважливішого османського порту, виграли бій у Бітліс. Весняне бездоріжжя не дало російським військам повністю розгромити відступаючу з Ерзерума османську армію, проте на узбережжі Чорного моря весна наступає раніше, і російська армія почала там активні дії.
5 квітня після низки успішних боїв був узятий найважливіший порт Трапезунд. До літа 1916 року російські війська звільнили велику частину Західної Вірменії.
Поразка османської армії в Ерзерумській операції і успішний наступ російських на Трапезундському напрямку примусило османське командування вжити заходів до посилення 3-й і 6-й османських армій з метою переходу в контрнаступ. 9 червня османська армія перейшла в наступ з метою відрізати російські сили в Трапезунді від основних військ. Наступавшим вдалося прорвати фронт, проте 21 червня, зазнавши великих втрат, османи були змушені призупинити наступ.
Незважаючи на нову поразку, османські війська зробили ще одну спробу наступу на огнотському напрямку. Російське командування висунуло на правий фланг значні сили, які наступальними діями з 4 по 11 серпня відновили становище. Надалі російські і османи поперемінно робили наступальні дії, і успіх схилявся то в одну, то в іншу сторону. На деяких ділянках вдалося просунутися російським, але на інших їм довелося залишити позиції. Без особливо великих успіхів з обох сторін бої точилися до 29 серпня, коли в горах випав сніг і вдарив мороз, який змусив противників припинити бойові дії.
Підсумки кампанії 1916 року на Кавказькому фронті перевершили очікування російського командування. Російські війська просунулися углиб Османської імперії, опанувавши найважливішими і найбільшими містами — Ерзерумом, Трапезундом, Ваном, Ерзінджаном і Бітліс. Кавказька армія виконала своє основне завдання — захист Закавказзя від вторгнення османів на величезному фронті, протяжність якого до кінця 1916 року перевищувала 1000 верст. [
На зайнятих російськими військами територіях Західної Вірменії був встановлений окупаційний режим, були створені підлеглі військовому командуванню військово-адміністративні округи. У червні 1916 року російський уряд затвердив «Тимчасове положення про управління областями, завойованими у Туреччині по праву війни», згідно з яким зайнята територія оголошувалася тимчасовим генерал-губернаторством Турецької Вірменії, безпосередньо підлеглим головному командуванню Кавказької армії. При переможному завершенні війни для Росії, вірмени покинуті свої будинки під час геноциду повернулися б на свою рідну землю. Вже в середині 1916 року почалося економічне освоєння османської території: побудовані кілька гілок залізниць.

### 1917
Взимку 1917 року на Кавказькому фронті стояло позиційне затишшя. Сувора зима ускладнювала бойові дії. На всіх ділянках від Чорного моря до озера Ван відзначалися лише незначні сутички. Підвіз продовольства і фуражу був сильно ускладнений.
На перській ділянці фронту командувач Кавказької армією генерал Юденич в січні 1917 року організував наступ на Месопотамію, що змусило Османську імперію перекинути частину військ на російський фронт, послабивши оборону Багдада, який незабаром був зайнятий британцями.
Після Лютневої революції генерал Юденич, призначений головнокомандуючим Кавказького фронту, створеного на основі Кавказької армії, продовжив наступальні дії проти османів, однак труднощі з постачанням військ, падіння дисципліни під впливом революційної агітації і зростання захворюваності малярією змусили його припинити месопотамську операцію і відвести війська в гірські райони. Відмовившись виконати наказ Тимчасового уряду про відновлення наступу, 31 травня 1917 року, генерал Юденич Н. Н. був усунений від командування фронтом «за опір вказівкам» Тимчасового уряду, здав командування генералу від інфантерії Пржевальському М. О і переведений в розпорядження військового міністра.
Лютнева революція 1917 року спричинила хаос і бродіння у військах Кавказького фронту. Протягом 1917 року російська армія поступово розкладалася, солдати дезертирували, відправляючись по домівках, і до кінця року Кавказький фронт опинився розвалений повністю.
5 (18) грудня 1917 року між російськими і османськими військами було укладено так зване Ерзинджанське перемир'я. Це призвело до масового відходу російських військ із Західної (Османської) Вірменії на територію Російської імперії.
До початку 1918 року османським силам в Закавказзі фактично протистояли лише кілька тисяч кавказьких (головним чином вірменських) добровольців під командою двохсот офіцерів.
Ще при Тимчасовому уряді, до середини липня 1917 року, на Кавказькому фронті за пропозицією вірменських громадських організацій Санкт-Петербурга і Тіфліса було створено 6 вірменських полків. До жовтня 1917 року тут діяли вже 2 вірменські дивізії. 13 грудня 1917 новий головнокомандувач Кавказьким фронтом генерал-майор Лебединський утворив добровольчий вірменський корпус, командувачем якого був призначений генерал-лейтенант Ф. І. Назарбеков (пізніше — головнокомандуючий збройними силами Республіки Вірменії), а начальником штабу — генерал Вишинський. На прохання Вірменської національного ради особливим комісаром при головнокомандуючому Назарбеков був призначений «генерал Дро». Пізніше у вірменський корпус увійшла також західновірменська дивізія під командуванням Андраніка.

### 1918
У першій половині лютого (за новим стилем) османські війська, скориставшись розвалом Кавказького фронту і порушивши умови грудневого перемир'я, розгорнули під приводом необхідності захисту мусульманського населення на сході Османської імперії масштабний наступ на Ерзерумському, Ванському і Приморському напрямках, практично відразу ж зайнявши Ерзінджан. Османам в Західній Вірменії протистояв фактично лише добровольчий вірменський корпус, що складався з трьох дивізій неповного складу, який не надав серйозного опору переважаючим силам османської армії.
Під натиском переважаючих сил противника вірменські війська відступали, прикриваючи західновірменських біженців, які йшли разом з ними. Після заняття Олександрополю османське командування спрямувало частину своїх військ на Каракліс (суч. Ванадзор); інше угруповання османських військ під командуванням Якуба Шевкі паші 21 травня розпочала наступ в напрямку Сардарапат (суч. Армавір), маючи на меті прорватися до Єревана і Араратської рівнини. 11 (24) лютого османські війська зайняли Трапезунд.
10 (23) лютого 1918 в Тифлісі Закавказьким комісаріатом був скликаний Закавказький сейм, до складу якого увійшли депутати, обрані від Закавказзя до Всеросійських установчих зборів, і представники місцевих політичних партій. Після тривалого обговорення Сейм ухвалив рішення почати сепаратні переговори про мир з Османською імперією, виходячи з принципу відновлення російсько-османських кордонів 1914 року на момент початку війни.
Тим часом, 21 лютого (6 березня) османи, зламавши триденний опір нечисленних вірменських добровольців, за допомогою місцевого мусульманського населення оволоділи Ардаганом. 27 лютого (12 березня) почався відступ вірменських військ і біженців з Ерзерума. 2 (15) березня багатотисячна відступаючий натовп досяг Сарикамиша. З падінням Ерзерума османи фактично повернули контроль над всією Східною Анатолією. 2 (15) березня командувач вірменським корпусом генерал Назарбеков був призначений командувачем фронтом від Ольто до Макові; лінію Ольто — Батум повинні були захищати грузинські війська. Під командуванням Назарбекова перебувало 15 000 осіб на фронті протяжністю 250 км.
Мирні переговори, що проходили з 1 (14) березня по 1 (14) квітня в Трапезунді, закінчилися провалом. Декількома днями раніше Османська імперія підписала Брестський мир з Радянською Росією. Згідно зі ст. IV Брестського мирного договору і російсько-турецькому додатковому договору, Османській імперії передавалися не тільки території Західної Вірменії, але і населення грузинами і вірменами області Батума, Карса і Ардагана, анексовані Росією в результаті російсько-турецької війни 1877—1878. РРФСР зобов'язувалася не втручатися «в нову організацію державно-правових і міжнародно-правових відносин цих округів», відновити кордон «в тому вигляді, як вона існувала до російсько-турецької війни 1877-78 року» і розпустити на своїй території і в «окупованих турецьких провінціях»(тобто в Західній Вірменії) усі вірменські добровільні дружини.
Османська імперія, тільки що підписала на найвигідніших умовах мирний договір з Радянською Росією і вже фактично повернулася до кордонів 1914 року, зажадала від закавказької делегації визнати умови Берестейського миру. Сейм перервав переговори і відкликав делегацію з Трапезунда, офіційно вступивши у війну з Османською імперією. При цьому представники азербайджанської фракції у Сеймі відкрито заявили, що в створенні загального союзу закавказьких народів проти Османської імперії вони брати участь не будуть, враховуючи їх «особливі релігійні зв'язки з Туреччиною».
Для Росії війна з Османською імперією була завершена з підписанням Брестського миру, що означало формальне припинення існування Кавказького фронту і можливість повернення на батьківщину для всіх російських військ, що залишалися на території Османської імперії та Персії. Проте 11 травня, відкрилася нова мирна конференція в Батумі. На цій конференції османці збільшили зазіхання ще й на Тифліс, а також Олександрополь і Ечміадзін, через який вони хотіли побудувати залізницю на Карс і Джульфу з Баку. Вірменські й грузинські члени делегації відмовились навіть розглядати ці нові османські вимоги. Починаючи з 21 травня, османська армія перейшла у наступ ще раз, що призвело до нових військових сутичок — Сардарапатської (21-29 травня), Каракіліської (24-28 травня), і битви Баш Апаран (21-24 травня). 24 травня 1918 була закрита без певних результатів Батумська конференція. 26 травня 1918 Грузія вийшла зі складу федерації і оголосила себе незалежною республікою, відразу після цього була проголошена Азербайджанська Демократична Республіка. Незалежна Демократична Республіка Грузія підписала Потійський договір 28 травня, в цей же день Демократична Республіка Вірменія проголосила свою незалежність.
У червні Республіка Вірменія була змушена підписати Батумську угоду. Проте під керівництвом Андраніка Озаняна вірмени у Нагорному Карабасі продовжували опір османській 3-ій армії протягом усього літа і проголосили Республіку Гірська Вірменія у серпні зі столицею у Шуші.
У червні ввід німецьких військ у Грузію збігся зі зростаючим німецько-османського суперництва за вплив Кавказький регіон і ресурси, зокрема на родовищах в Баку На початку червня 1918 року Османська армія на чолі з Вехіп-пашою знову перейшли у наступ по головній дорозі в Тифліс, і зіткнулися з об'єднаними німецько-грузинськими військами. 10 червня 3-я армія атакувала і захопила багато полонених, що призвело до офіційної ноти з Берліна вивести свої війська і припинити підтримку Османської імперії. Османський уряд поступився німецькому тиску і зупинив подальше просування в Грузії, переорієнтував свій стратегічний напрямок на Азербайджан і Персію.
У липні, Енвер-паша перейшов до наступного етапу загарбання, ніж просто відвоювання терену втраченого 40 років тому. Він розпорядився про створення нових військ у березні 1918 року — Армія ісламу, що нараховувала 14000 — 25000 вояків, повністю складалася з османомовних мусульман. У липні, він наказав армії ісламу розпочати бойові дії проти Диктатури Центрокаспію, з метою взяття Баку. Цей новий наступ зачіпав рінтереси німців, що розглядали всю південну Росію, своїм трофеєм. Армія ісламу і війська Азербайджанської Демократичної Республіки зкинули війська Британії і Центрокаспію у Каспійське море, вигравши битву за Баку у вересні.
У жовтні османські війська розпочали наступ між Нагорним Карабахом і Зангезуром на вірменські позиції. Вірменська міліція під командуванням Андраніка знищила Османські війська, що намагались просунутися до Физулі. Збройний конфлікт тривав до підписання Мудросського перемир'я, яке генерал Андранік розглядав як можливість створити базу для подальшої експансії на схід і утворити стратегічний коридор для опанування Нахічевані
30 жовтня було підписано Мудросське перемир'я і Кавказька кампанії закінчилася. До кінця війни, Османська імперія, хоч і зазнала територіальних втрат у Перській, Синайській і Палестинській і Месопотамській кампаніях, проте відвоювала усі території, які вони втратила на користь росіян в Східній Анатолії.